# Шарпиловка
Шарпиловка (біл. Шарпілаўка) — село в Шарпиловській сільській раді Гомельського району Гомельської області Республіки Білорусь.

## Географія

### Розташування
За 37 км на південь від Гомеля і за 15 км від залізничної станції Кравцовка на лінії Гомель-Пасажирський — Чернігів.

## Гідрографія
На річці Сож (притока Дніпра).

## Транспортна мережа
Транспортний зв'язок степовою, а потім автомобільною дорогою Нова Гута — Гомель.
У селі 280 житлових будинків (2004). Планування складається з трохи вигнутої довгої, меридіональної спрямованості, вулиці. 
Паралельно їй сході проходить коротка вулиця, але в заході коротка вулиця з провулком. Житлові будинки дерев'яні, садибного типу.

### Вулиці
- вул. 40 років Жовтня
- вул. 50 років Жовтня
- вул. Молодіжна
- вул. Радянська
- вул. Центральна

## Населення

### Чисельність
- 2009 — 581 мешканець.